# レスヴォス県

レスヴォス県
Περιφερειακή ενότητα Λέσβου測地系: 北緯39度10分 東経26度20分 / 北緯39.167度 東経26.333度座標: 北緯39度10分 東経26度20分 / 北緯39.167度 東経26.333度

レスヴォス県（レスヴォスけん、Περιφερειακή ενότητα Λέσβου）は、ギリシャ共和国の北エーゲ地方を構成する行政区（ペリフェリアキ・エノティタ）のひとつ。レスヴォス市（Λέσβος / Lesvos）のみからなる。県都はミティリーニ。

## 行政区画

### 市（ディモス）
現行の行政区画（ペリフェリアキ・エノティタ）としてのレスヴォス県は、レスヴォス島1島からなり、レスヴォス市1市のみが属する。
- 旧レスヴォス県
- 旧レスヴォス県の旧自治体（1999年 - 2010年）
- レスヴォス県(1)とリムノス県(2,3)

### 旧自治体（ディモティキ・エノティタ）
カリクラティス改革（2011年1月施行）以前の自治体（ノモス）としてのレスヴォス県（Νομός Λέσβου）には、レスヴォス島・リムノス島、アイオス・エフストラティオス島などが属しており、17ディモス・1キノティタを管轄していた。2005年時点で、110,220人が住んでおり、行政面積は2.154km2、人口密度は51.2人/km2であった。
改革にともない、レスヴォス島の基礎自治体がすべて合併してレスヴォス市が発足し、リムノス島とアイオス・エフストラティオス島はリムノス県として分離した。旧自治体は新自治体（ディモス）を構成する行政区（ディモティキ・エノティタ）となっている。
下表の番号は上図と対応している。「旧自治体名」欄で※印を付したものはキノティタ、それ以外はディモス。「政庁所在地」欄で太字になっているものは、新自治体の政庁所在地となったものを示す。
|    | 旧自治体                       | 綴り              | 政庁所在地                   | 新自治体                                   |
| -- | ------------------------------ | ----------------- | ---------------------------- | ------------------------------------------ |
| 1  | ミティリニ                     | Μυτιλήνη          | ミティリーニ                 | レスヴォス                                 |
| 2  | アギア・パラスケヴィ           | Αγία Παρασκευή    | アギア・パラスケヴィ (el)    | レスヴォス                                 |
| 3  | アギアソス                     | Αγιάσος           | アギアソス (el)              | レスヴォス                                 |
| 4  | アツィキ                       | Ατσική            | アツィキ (el)                | リムノス（リムノス県）                     |
| 5  | ゲラ                           | Γέρα              | パパドス                     | レスヴォス                                 |
| 6  | エレソス＝アンディサ           | Ερεσός-Άντισσα    | エレソス (el)                | レスヴォス                                 |
| 7  | エヴェルゲトゥラス             | Ευεργέτουλας      | シクンダ                     | レスヴォス                                 |
| 8  | カロニ                         | Καλλονή           | カロニ (el)                  | レスヴォス                                 |
| 9  | ルトロポリ・テルミス           | Λουτρόπολη Θερμής | ルトロポリ・テルミス         | レスヴォス                                 |
| 10 | マンダマドス                   | Μανταμάδος        | マンダマドス                 | レスヴォス                                 |
| 11 | ミティムナ                     | Μήθυμνα           | ミティムナ (el)              | レスヴォス                                 |
| 12 | ムドロス                       | Μούδρος           | ムドロス (el)                | リムノス（リムノス県）                     |
| 13 | ミリナ                         | Μύρινα            | ミリナ (el)                  | リムノス（リムノス県）                     |
| 14 | ネアス・クタリ                 | Νέας Κούταλη      | クンディアス (el)            | リムノス（リムノス県）                     |
| 15 | ペトラ                         | Πέτρα             | ペトラ (el)                  | レスヴォス                                 |
| 16 | プロマリ                       | Πλωμάρι           | プロマリ (el)                | レスヴォス                                 |
| 17 | ポリフニトス                   | Πολίχνιτος        | ポリフニトス (el)            | レスヴォス                                 |
| 18 | アイオス・エフストラティオス ※ | Άγιος Ευστράτιος  | アイオス・エフストラティオス | アイオス・エフストラティオス（リムノス県） |

- Διοικητική διαίρεση νομού Λέσβου (πρόγραμμα Καποδίστριας) - 旧レスヴォス県の自治体・集落一覧（1999年 - 2010年）